# Serhij Dirjavka
Serhij Heorhijovyč Dirjavka (in ucraino Сергій Георгійович Дірявка?; Dnipropetrovs'k, 18 aprile 1971) è un allenatore di calcio ed ex calciatore ucraino, di ruolo difensore.